# Bão Nock-ten (2011)
Cơn bão nhiệt đới Nock-ten (tại Việt Nam gọi là bão số 3) là một cơn bão nhiệt đới mạnh ảnh hưởng đến miền bắc Philipines. Đây là cơn bão thứ 8 được đặt tên và là cơn bão mạnh thứ 4 trong mùa bão Thái Bình Dương 2011. Tên gọi được đặt theo loài chim Lào. Cơn bão này đã tràn qua Philipin, đảo Hải Nam của Trung Quốc. Từ 19h30 (ngày 30 tháng 7 năm 2011) đến 6 giờ sáng ngày 31 tháng 7 năm 2011, bão số Nock-ten sau khi đổ bộ vào Nghệ An và đã suy yếu thành áp thấp nhiệt đới. Bão đã làm 41 người thiệt mạng tại Philippines và khiến hơn 27.000 người phải di tản tại CHND Trung Hoa. Cơn bão đã khiến hơn 57 người thiệt mạng và gây thiệt hại hơn 99 triệu đô la Mỹ.

## Lịch sử khí tượng
Đầu ngày 22 tháng 7, một vùng áp thấp hình thành ở phía đông của Philipines. Áp thấp này dần dần trôi dạt về phía Tây trong vài ngày tiếp theo vào cuối ngày 24 Tháng 7, Trung tâm Cảnh báo bão chung (Hải Quân Hoa Kỳ) đã bắt đầu giám sát hệ thống bão như một áp thấp nhiệt đới. Sớm ngày hôm sau, Cơ quan Khí tượng Nhật Bản (JMA) nâng cấp khu vực áp suất thấp thành một áp thấp nhiệt đới. Một vài giờ sau đó, Cơ quan khí tượng Philippines (PAGASA) bắt đầu theo dõi hệ thống như là một áp thấp nhiệt đới và đặt tên cho nó là Juaning.

## Các quốc gia ảnh hưởng
| Quốc gia    | Thiệt mạng | Mất tích | Tổn thất (đô la Mỹ) |
| ----------- | ---------- | -------- | ------------------- |
| Philippines | 52         | 27       | 41 triệu            |
| Trung Quốc  | 2          | 0        | 58 triệu            |
| Việt Nam    | 3          | 0        | tối thiểu           |
| Tổng cộng   | 57         | 27       | hơn 99 triệu        |

### Philippines

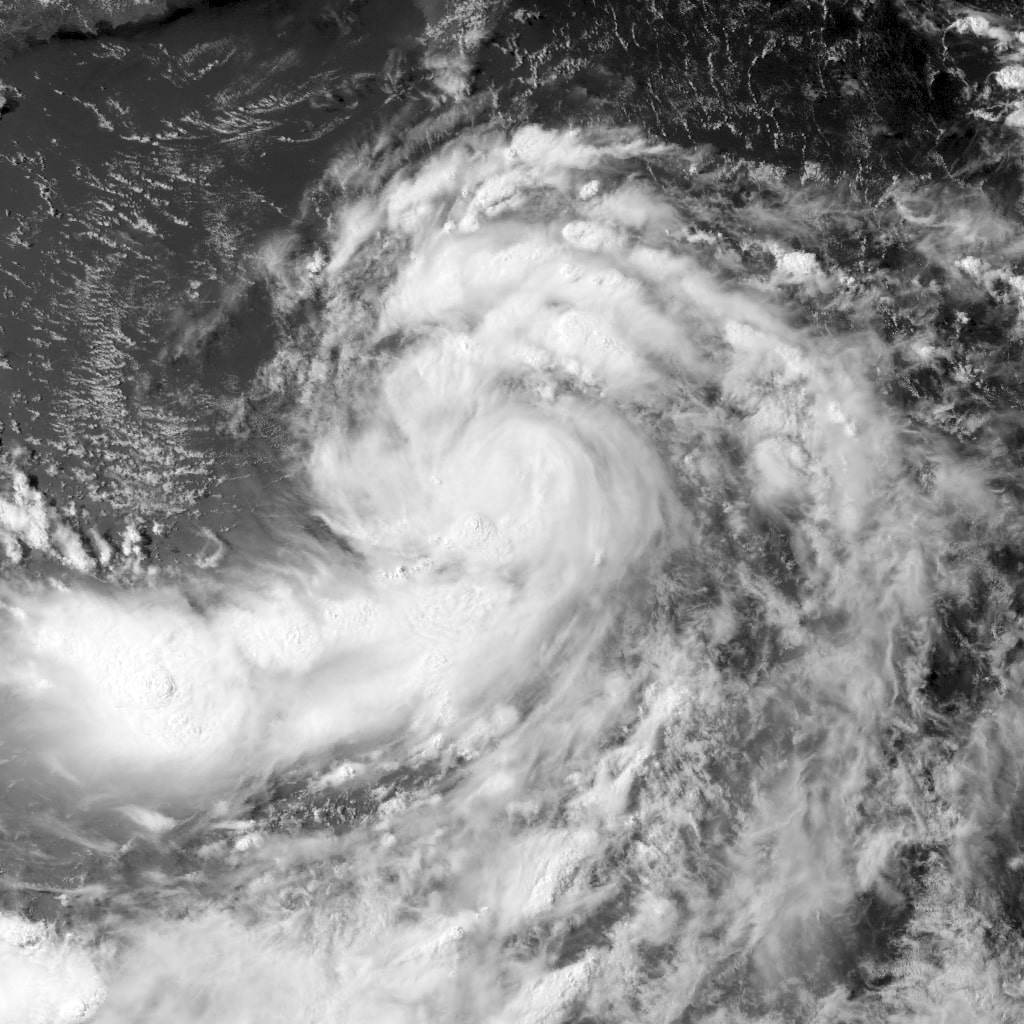
Bão Nock-ten đổ bộ lên Philippines.

Theo báo cáo, các tỉnh Albay, Camarines Norte, Camarines Sur hoàn toàn ngập lụt do mưa, ngoài ra còn một số thiệt hại nhỏ cho mùa màng. Dự kiến mưa nặng hơn kéo dài suốt cả ngày khi cơn bão tiến vào biển Đông và mạnh lên. Số người mất tích đã nâng lên 31 sau khi có báo cáo 25 thuyền viên của một tàu đánh cá mất tích khi thuyền của họ đã bị cuốn vào cơn bão ngoài khơi Masbate. Mọi lớp học ở Luzon từ mầm non đến đại học vào ngày 26 và 27 bị đình chỉ. Tại Bắc Luzon, mưa lớn do bão Nok-ten gây ra làm ngập lụt trên diện rộng trong khu vực. Các tuyến đường quốc gia không thể lưu thông được và có báo cáo về sạt lở đất. Khoảng 26 chuyến bay nội địa bị hủy bỏ từ ngày 26 đến 27 tháng 7 do mưa lớn và gió mạnh. Số người chết nâng lên đến 27 và hơn 60 người đang nằm trong danh sách mất tích. Ủy ban Quản lý và Giảm thiểu rủi ro thảm họa quốc gia (NDRRMC) đã bắt đầu giải cứu những người bị mắc kẹt và tìm kiếm ngư dân mất tích trong cơn bão. Ngày 28 tháng 7, số người chết tăng lên 35 khi hai nhân viên văn phòng khai mỏ chính phủ cùng hai nhân viên cảnh sát và một số người được tìm thấy trong nước lũ và sạt lở đất ở Luzon. Vào thời điểm đó, cơn bão đã khiến tổng cộng 728.554 người từ nhiều tỉnh Philippines ở phía bắc Luzon phải di dời. Sau ngày hôm đó, chính phủ cáo buộc Cơ quan khí tượng Philippines (PAGASA) vì đã đưa ra dự báo thời tiết không chính xác về cơn bão nhiệt đới. Ngày 29 tháng 7, số người chết tại Philippines tăng lên 41 khi tìm được nhiều thi thể hơn từ các vùng ngập lũ tại Luzon. Ủy ban Quản lý và Giảm thiểu rủi ro thảm họa quốc gia công bố tổng số thiệt hại do cơn bão gây ra cho Philippines là 26.896.788 đô la Mỹ. Trong số người thiệt mạng có mẹ của Joey Salceda, Thống đốc tỉnh Albay. Bà qua đời vào ngày 27 do chấn thương đầu sau khi trượt cầu thang trong lúc cúp điện do bão nhiệt đới gây ra. Ngày 30 tháng 7, số người chết một lần nữa được nâng lên 50. Ủy ban Quản lý và Giảm thiểu rủi ro thảm họa quốc gia cũng nâng tổng số thiệt hại cơ sở hạ tầng và nông nghiệp lên 34.809.609 đô la Mỹ. Hầu hết người thiệt mạng là do bị chết đuối, bị cây rơi xuống đầu hoặc trụ điện ngã, hoặc bị chôn vùi trong vụ lở đất. Phần lớn người bị ảnh hưởng thuộc bị ảnh hưởng nặng nề nhất là vùng Bicol. Nhiều người ở khu vực Bicol trong tình trạng thiếu nước uống, điện và nhân công để dọn dẹp tất cả tàn tích cơn bão để lại.

### Trung Quốc

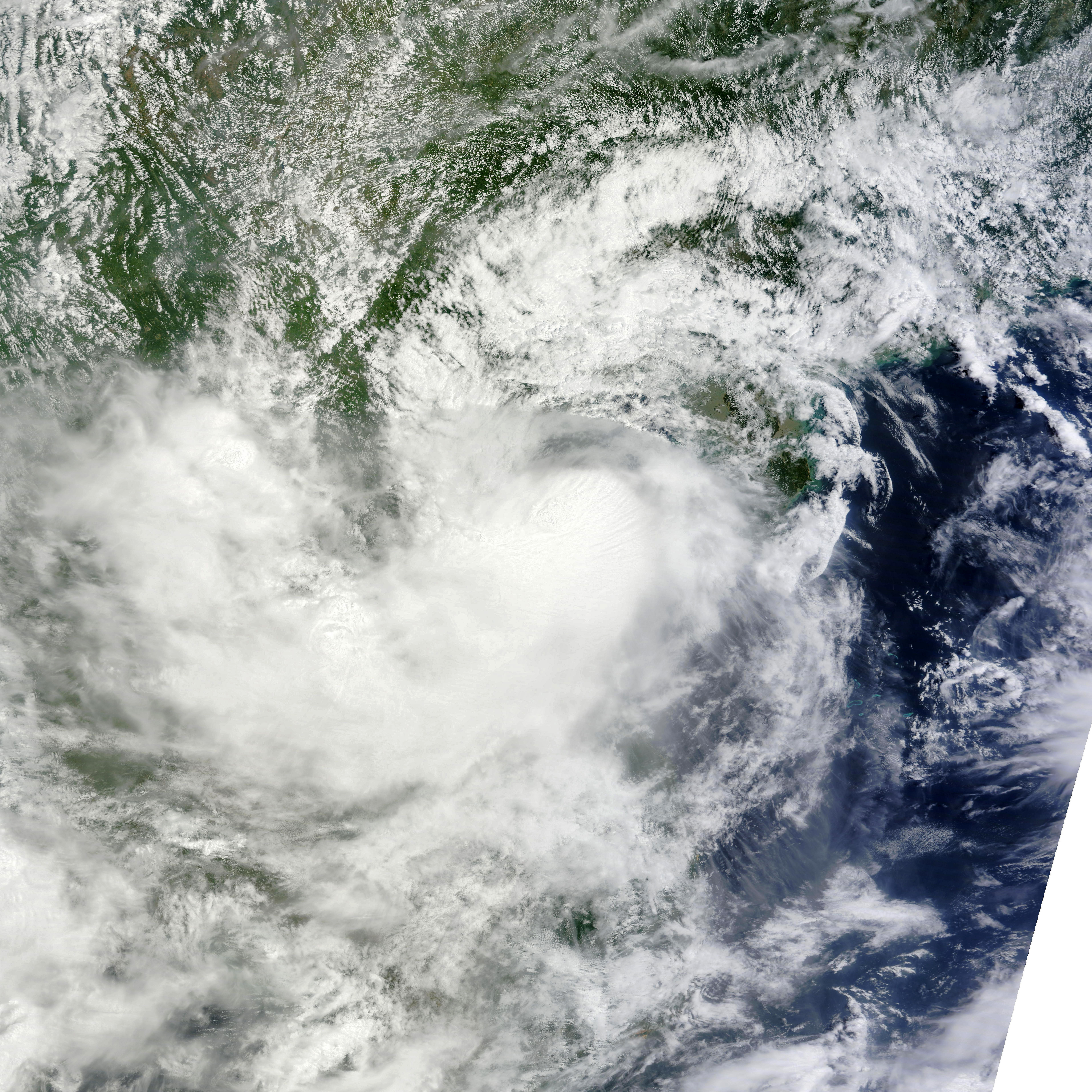
Nock-ten sau vài giờ đổ bộ vào Hải Nam.

Ngày 28 tháng 7, cư dân của miền Tây Quảng Đông đã bắt đầu chuẩn bị cho cơn bão khi cơ quan chỉ huy phòng chống lụt bão Trung Quốc đưa ra thông báo khẩn cấp. Dự kiến ban đầu là cơn bão sẽ đổ bộ vào bờ biển phía Nam Trung Quốc vào ngày 29 tháng 7, Tuy nhiên tốc độ tiến triển của cơn bão chậm hơn. Khi cơn bão đến gần gần bờ biển Trung Quốc, cơ quan khí tượng của Trung Quốc đã ban hành cảnh báo vàng và dự đoán sẽ có mưa từ lớn đến rất lớn tại các vùng thuộc lưu vực Tứ Xuyên. Các tỉnh Quảng Đông, Quảng Tây và Hải Nam cũng cảnh báo khẩn về cơn bão. Ngày 29 tháng 7, khoảng 36.000 tàu biển mang theo hơn 120.000 lao động trên tàu được cảnh báo về cơn bão nghiêm trọng trên biển Đông. Theo đó, 26.000 thuyền đánh bắt cá của tỉnh Hải Nam đã quay trở lại cảng. Khi cơn bão đến gần bờ biển sau ngày hôm đó, 14 chuyến bay từ Hải Khẩu tỉnh Hải Nam bị hủy bỏ. Các dịch vụ phà đường sắt đến đại lục Trung Quốc cũng bị đình chỉ vì sự dữ dội của cơn bão. Cơn bão được dự kiến ban đầu là sẽ di chuyển về phía Tây sau khi đổ bộ vào đất liền trên đảo Hải Nam. Tuy nhiên, cơn bão quay đầu về phía Bắc và đổ bộ vào Hải Khẩu tỉnh Hải Nam. Kết quả là khoảng 27.700 người đã được sơ tán khỏi khu vực thấp của đảo Hải Nam và khoảng 2.602 tàu cá đã quay về neo ở cảng. Mưa lớn và gió mạnh khiến tất cả các dịch vụ vận chuyển qua eo biển Khâm Châu bị tạm dừng. Ngày hôm sau, cơ quan chỉ huy phòng chống lụt bão Trung Quốc báo cáo đã sơ tán tổng cộng 189.033 người dân đến khu vực an toàn ở tỉnh đảo phía nam Hải Nam. Ngày 31 tháng 7, văn phòng kiểm soát lụt bão địa phương Trung Quốc báo cáo rằng, tổng cộng bão Nock-ten đã lấy đi hai nhân mạng và gây thiệt hại trên phạm vi rộng lớn, ước tính riêng tại tỉnh Hải Nam thiệt hại là 58 triệu đô la Mỹ.

### Việt Nam
Khi bão đến gần đất, liền một chiếc thuyền Việt Nam mang theo 12 ngư dân đã bị lật úp và trôi dạt về phía Palawan, gần Philippines. Một vài giờ sau đó, tất cả 12 ngư dân được cứu sống và bảo vệ an toàn. Khoảng 650.000 người từ vùng trũng trong các khu vực Vịnh Bắc Bộ đã sơ tán để chuẩn bị cho cơn bão. Ngày 30 tháng 7, chỉ trước đổ bộ vào đất liền, một đàn ông Việt Nam đã mất mạng vì sóng biển. Kết quả là, các cơ quan khí tượng không ngừng lặp lại cảnh báo rằng các tàu thuyền nhỏ không nên neo ở biển. Sau ngày hôm đó, 6 chuyến bay của Vietnam Airlines bị hủy bỏ và nhiều chuyến khác bị hoãn lại vì cơn bão. Trong ngày tiếp theo, sau khi cơn bão đổ bộ vào đất liền, có báo cáo rằng khoảng 6.200 mẫu lúa và hoa màu hoàn toàn ngập trong nước mưa. Hậu quả của cơn bão được mô tả là "không đáng kể" vì nó yếu hơn so với dự kiến và không gây ra nhiều thiệt hại. Ngày 31 tháng 7, số người thiệt mạng tại Việt Nam nâng lên ba người do một người đàn ông khác bị điện giật do cột điện ngã và một bé trai 13 tuổi bị chết đuối. Ngoài ra bão Nock-ten cũng làm 3 tàu bị hỏng, 1 thuyền gỗ không người tại tỉnh Nam Định bị trôi, mất tích. Một số nhà cửa bị tốc mái, hư hại. Thành phố Hải Phòng không phải là tâm bão nhưng chịu thiệt lớn. Tại huyện đảo Cát Hải, triều cường kết hợp sóng lớn tràn qua đê gây ngập lụt 1/3 thị trấn Cát Hải. Toàn bộ tuyến đê dài 3 km bị sạt lở nghiêm trọng. Tại Đồ Sơn, sóng mạnh cao hàng chục mét đã phá vỡ hơn 600 m bờ kè khu du lịch quốc tế. Nước biển tràn vào trung tâm quận gây ngập sâu.